# Luis Román
Luis Alberto Román Barrios (ur. 23 maja 1989) – meksykański zapaśnik startujący w stylu klasycznym. Brązowy medalista mistrzostw panamerykańskich w 2018 i igrzysk Ameryki Środkowej i Karaibów w 2018. Wicemistrz panamerykański juniorów w 2008 i 2009 roku.